# Derech Eretz
Derech Eretz és un partit polític israelià de centredreta. Fou creat el març de 2020 quan Zvi Hauser i Yoaz Hendel abandonaren el partit Telem.

## Història
El 2 de març de 2020 es van celebrar eleccions per a la vint-i-tresena Kenésset, en les quals Zvi Hauser i Yoaz Hendel es van presentar com a membres del partit Telem, que formava part de l'aliança Blau i Blanc. A les eleccions, l'aliança va rebre 1.220.381 vots i 33 escons a la Kenésset, el que els va convertir en el segon grup parlamentari més gran per darrere del partit de dretes Likkud. Tot i que van quedar en segon lloc, Blau i Blanc, i el seu líder, Benny Gantz, van rebre les recomanacions de la majoria de membres de la Kenésset per formar govern. No obstant això, alguns membres de l'aliança, inclosos Hauser i Hendel, temien la formació d'un govern en minoria amb el suport de la Llista Conjunta, coalició majoritàriament àrab.
Després de rebre les recomanacions, el president Reuven Rivlin va donar formalment a Gantz un mandat per a formar govern. Amb aquesta finalitat, Gantz va iniciar negociacions per formar un govern d'unitat amb el primer ministre en funcions Binyamín Netanyahu i el seu partit Likkud. En resposta a aquests fets, Yeix Atid, un partit centrista part de Blau i Blanc liderat per Yair Lapid, i el partit Telem de Ya'alon van sol·licitar separar les seves faccions de Blau i Blanc. Hauser i Hendel, que van donar suport a l'entrada de l'aliança en un govern d'unitat, van sol·licitar separar-se del partit Telem. El 29 de març de 2020, el Comitè de la Cambra va aprovar la divisió de Hauser i Hendel de Telem i la formació de la seva pròpia facció: Derech Eretz.
El 8 de desembre, tant Hauser com Hendel van anunciar que s'unirien a la recentment formada Nova Esperança de Gideon Sa'ar. Cap dels dos fou inclòs en la nova aliança que es va anunciar entre Blau i Blanc i Nova Esperança de cara a les eleccions de 2022 i van unir forces amb Yamina en una aliança anomenada Esperit Sionista que es va anunciar el 27 de juliol de 2022. Poc després d'un mes de la creació de la coalició, l'11 de setembre, anunciaren que es trencava la coalició. El motiu esgrimit per Shaked fou que Hendel refusava la possibilitat de formar un govern de dretes amb Binyamín Netanyahu mentre que Hendel preferia provocar unes sisenes eleccions abans que pactar un govern presidit per Netanyahu. Shaked digué que no estava preparada per a portar el país a unes noves eleccions i que, en cas que no fos possible formar un govern d'unitat nacional, miraria de formar un govern de dretes en el qual Esperit Sionista hi jugués un rol de responsabilitat. Finalment, van decidir no presentar-se a les eleccions de 2022.

## Líders
| Líder | Líder | Líder       | Inici | Final   |
| ----- | ----- | ----------- | ----- | ------- |
|       |       | Yoaz Hendel | 2020  | Present |
|       |       | Zvi Hauser  | 2020  | Present |

## Resultats electorals
| Eleccions | Líder                  | Vots                                      | %                                         | Escons          | +/–             | Estatus         |
| --------- | ---------------------- | ----------------------------------------- | ----------------------------------------- | --------------- | --------------- | --------------- |
| 2021      | Yoaz Hendel Zvi Hauser | Es presenta a la llista de Nova Esperança | Es presenta a la llista de Nova Esperança | 1 / 120         | -               | Govern          |
| 2022      | No es presenten        | No es presenten                           | No es presenten                           | No es presenten | No es presenten | No es presenten |